# PRSS27
PRSS27 (англ. Protease, serine 27) – білок, який кодується однойменним геном, розташованим у людей на 16-й хромосомі. Довжина поліпептидного ланцюга білка становить 290 амінокислот, а молекулярна маса — 31 940.
| 10         |  | 20         |  | 30         |  | 40         |  | 50         |
| ---------- |  | ---------- |  | ---------- |  | ---------- |  | ---------- |
| MRRPAAVPLL |  | LLLCFGSQRA |  | KAATACGRPR |  | MLNRMVGGQD |  | TQEGEWPWQV |
| SIQRNGSHFC |  | GGSLIAEQWV |  | LTAAHCFRNT |  | SETSLYQVLL |  | GARQLVQPGP |
| HAMYARVRQV |  | ESNPLYQGTA |  | SSADVALVEL |  | EAPVPFTNYI |  | LPVCLPDPSV |
| IFETGMNCWV |  | TGWGSPSEED |  | LLPEPRILQK |  | LAVPIIDTPK |  | CNLLYSKDTE |
| FGYQPKTIKN |  | DMLCAGFEEG |  | KKDACKGDSG |  | GPLVCLVGQS |  | WLQAGVISWG |
| EGCARQNRPG |  | VYIRVTAHHN |  | WIHRIIPKLQ |  | FQPARLGGQK |  |            |

A: Аланін

C: Цистеїн

D: Аспарагінова кислота

E: Глутамінова кислота

F: Фенілаланін

G: Гліцин

H: Гістидин

I: Ізолейцин

K: Лізин

L: Лейцин

M: Метіонін

N: Аспарагін

P: Пролін

Q: Глутамін

R: Аргінін

S: Серин

T: Треонін

V: Валін

W: Триптофан

Кодований геном білок за функціями належить до гідролаз, протеаз, серинових протеаз. 
Секретований назовні.